# Ameira tenuicornis
Ameira tenuicornis är en kräftdjursart som beskrevs av T. Scott 1902. Ameira tenuicornis ingår i släktet Ameira och familjen Ameiridae. Arten har ej påträffats i Sverige. Inga underarter finns listade i Catalogue of Life.